# حوضه آبریز کویرهای درانجیر–ساغند

موقعیت حوضه آبریز کویرهای درانجیر–ساغند

حوضه آبریز کویرهای درانجیر–ساغند یکی از حوضه‌های بستهٔ ایران است که در تقسیم‌بندی حوضه‌های آبریز ایران، حوضهٔ فرعی به شمار می‌رود و زیرمجموعهٔ حوضهٔ آبریز فلات مرکزی است. مساحت این حوضه، ۵۰٬۵۰۸ کیلومتر مربع است.

## جغرافیا
حوضه درانجیر–ساغند در محدودهٔ استان‌های یزد و کرمان قرار دارد و شامل دو کویر است. حوضهٔ کویر درانجیر از جنوب به کوه‌های لاله‌زار و بیدخان و از شمال به کوه‌های راین و پلوار محدود می‌شود و دشت‌های کم‌شیب آن از جنوب شرقی به شمال غربی امتداد یافته‌اند. رودهای اصلی این حوضه از کوه‌های کرمان سرچشمه می‌گیرند و به کویر درانجیر در غرب بافق می‌ریزند. بخش دیگر حوضه نیز کویر ساغند است که چند رود خشک به آن منتهی می‌شوند.

## زیرحوضه‌ها
برپایهٔ دستور العمل تقسیم‌بندی حوضه‌های ایران، حوضهٔ آبریز کویرهای درانجیر–ساغند به زیرحوضه‌های زیر تقسیم می‌شود:
| کد  | نام اختصاری زیرحوضه | مساحت کیلومتر مربع | تعداد زیرحوضه‌ها |
| --- | ------------------- | ------------------ | --------------- |
| ۴۹۱ | کویر درانجیر        | ۴۸٬۸۸۱             | ۶               |
| ۴۹۲ | کویر ساغند          | ۱٬۶۲۷              | –               |